# Skeide (båd)
Skeid eller skeide (af norrønt skeið) bliver regnet som den største klasse af krigsskib vikingerne havde, store klinkbyggede langskibe med op mod 20-40 rum og en besætning som i enkelte tilfælde kunne bestå af mere end 100 mand. Skeiderne blev bygget og udrustet af lokale høvdinger og blev grundstammen i ledingsflåden i 900-tallet og fremefter, som også indeholdt en række andre skibstyper. Dette kunne være langskibe som busser og snekker, men også fragtbåde som knarrer og byrdinger. Efter omkring år 1100 dukker der også en type langskib som benævnes som suder op, men det er uklart om dette er en egen bådklasse eller en variant af en af de nævnte langskibe.
Skeid har også en betydning som bystævner med hestekampe og kapridt som i enkelte landsdele blev holdt i efteråret. Skikken er ældgammel og omtales ofte i de islandske sagaer. I Norge, særlig i Telemark og Setesdal, eksisterede den op 1800-tallet. Mange gårdnavne i Norge, som Skeid og Skeie, skriver sig fra disse stævnerne.
Skeid betegner også løb over en bestemt distance i travløb, og et udtryk som prøveskeid er også almindelig.

## Historie
Skeider er en type vikingeskib som dukker op i den norrøne sagalitteraturen på 900-tallet og udvikler sig gennem vikingetiden og videre gennem de to århundrer som fulgte efter denne epoke i Skandinavien. Ifølge sagalitteraturen blev disse skibe større med årene. Der er grund til at tro, at der efterhånden også blev bygget sådanne skibe udenfor Skandinavien, for eksempel i England og Irland. Det er også muligt at skeiden opstod som bådtype tidligere end vikingetiden, og at de derfor ikke altid har været et stort skib med sejl, for den nævnes i Ynglingatal (2714): 
| Citat | þá lét hann taka skeið, er hann átti, ok lét hlaða dauðum monnum ok vápnum | Citat |
|       |                                                                            |       |

## Beskrivelse
Viden om skeider stammer for det meste fra sagalitteraturen og tre danske skibsfund; Roskilde 6, Skuldelev 2 og Hedeby 1. Roskilde 6 var ca. 36 m lang og 3,5 m bred og har således et længde/breddeforhold på 11:1, noget som er ekstremt. Danske arkæologer anslår at mandskabet må have været omkring 100 mand, heraf 78 roere. Dette skib er således et 39-sesse med 38 rum, for rummene i for- og agterstavnen tælles ikke med og sesserne stod i stillet mellem rummene. Skuldelev 2 målte 29,4 m i længde og var 3,8 m bred, noget som gir et længde/breddeforhold på ca. 7,7:1. Dette gør den betydelig bredere end de to andre skeider, så man må kunne antage at bredden varierede en del. Hedeby 1 hersker der lidt mere usikkerhed om, da dette langskip var i svært dårlig forfatning og meget af det manglede. Kun 16 meter af det er reddet. Man har imidlertid, med bakgrund i blandt andet bordklædningen og mastens placering, regnet sig frem til at skibet må have været ca. 30,9 m langt og 2,7 m bredt. Dette giver et længde/breddeforhold på ca. 11,4:1, noget som tilsvarer Roskilde 6.
Skeiden var et krigsskib med lavt fribord og et langt og smalt skrog med lav køl. Det har vøret et hurtigt skib, rigget både at sejle for årer og sejl. Sejlet har sandsynligvis været til rejser over større afstande. Skeiderne var ikke først og fremt bygget til trafik på åbent hav, selv om de også havde sådan sødygtighed, men som hurtige, let manøvrerbare roskib til brug langs kysten, på større floder og i regulære søslag. For de allerstørste skeider er det tænkeligt, at der kunne sidde op mod fire mand på hver sesse, men to var nok mere almindeligt. En 25-sesse har sandsynligvis haft et mandskab på omkring 60-70 mand, hvoraf 50 har været roere, sejlmager, udkigspost og styrmand udgjorde de fleste.
Sagaene giver ikke klare svar på forskellene mellem de forskellige typer skibe, men forskelle i skrogets form har sandsynligvis haft noget sat sige. En busse blev for eksempel beskrevet som "højbordet som på et havskib". I det ligger der også at vikingerne åbenbart adskilte mellem skibe bygget for åbent hav og skibe bygget for andre formål.